# Jan Zumbach

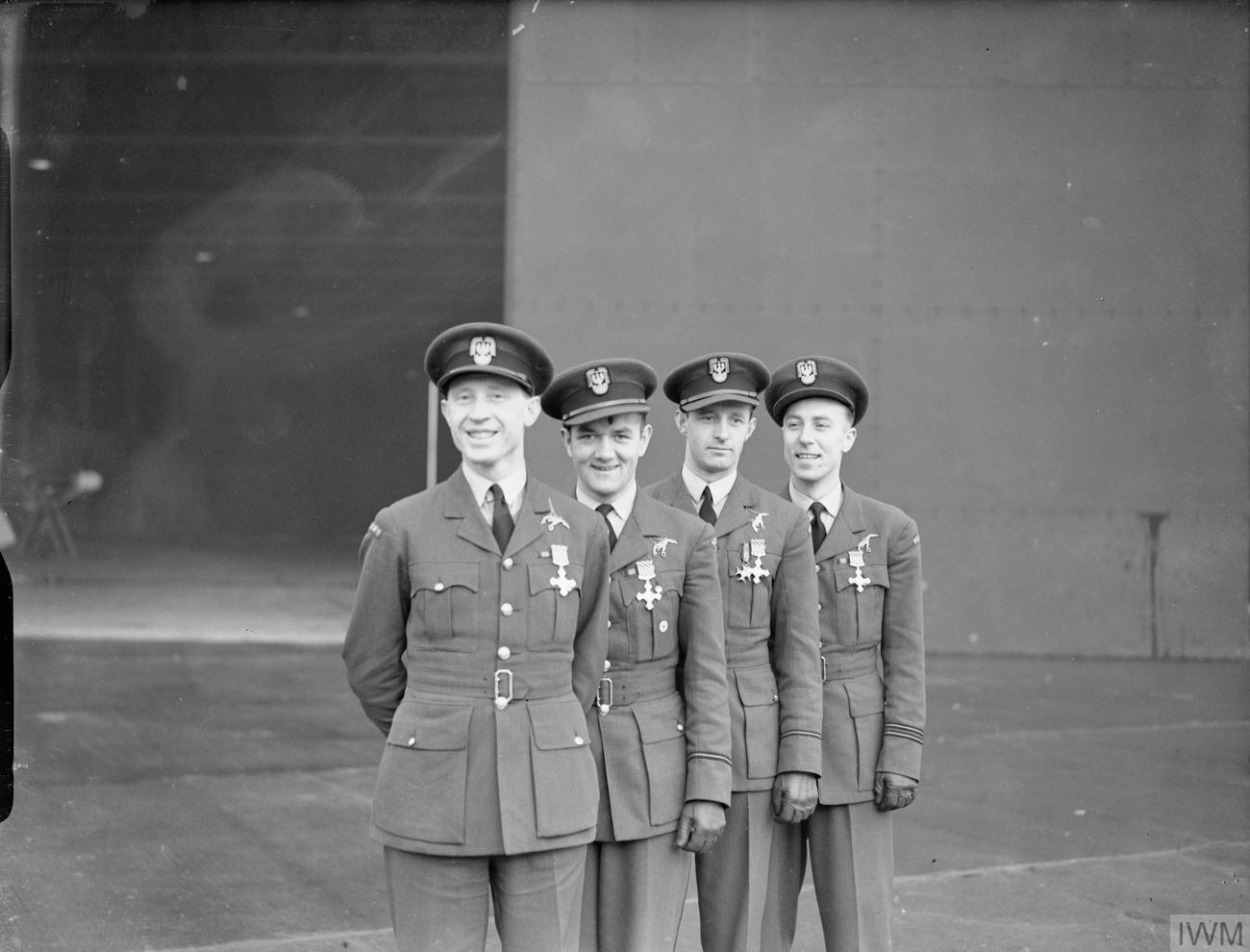
Polscy piloci odznaczeni Distinguished Flying Cross (Jan Zumbach drugi od lewej)

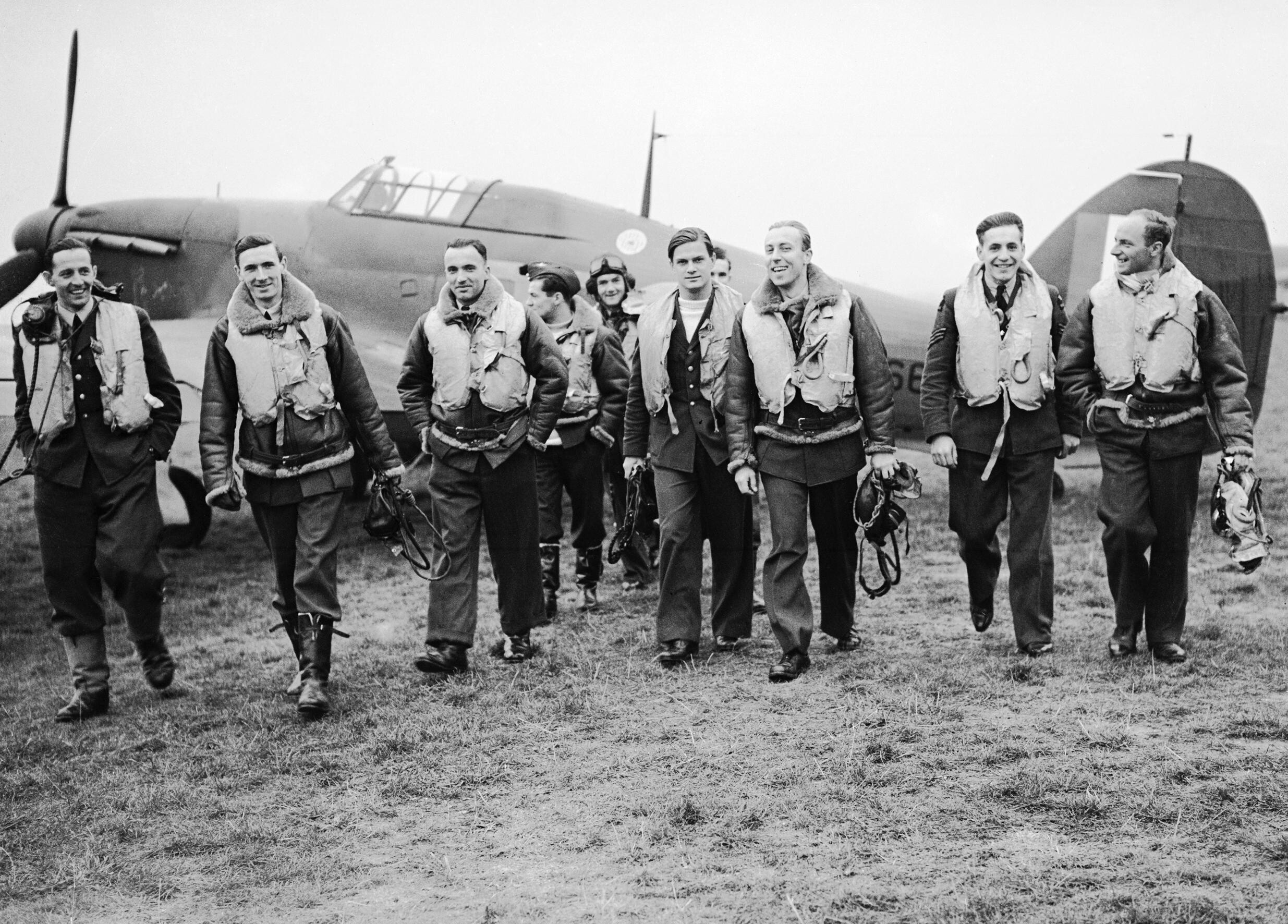
Piloci dywizjonu myśliwskiego 303, od lewej: P/O Ferić, Flt Lt Kent, F/O Grzeszczak, P/O Radomski, P/O Zumbach, P/O Łokuciewski, F/O Henneberg, Sgt. Rogowski, Sgt. Szaposznikow

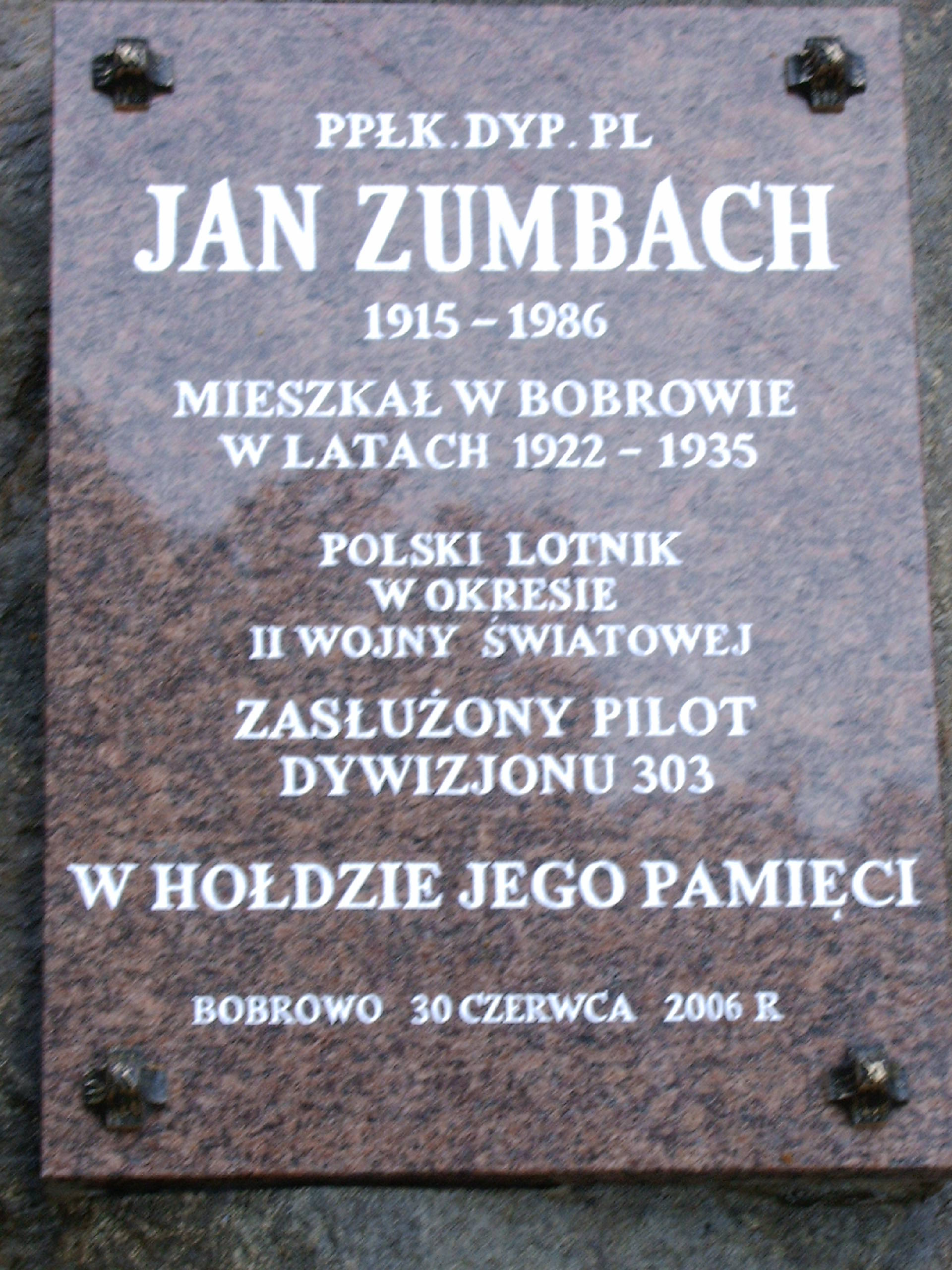
Tablica pamiątkowa w Bobrowie k. Brodnicy

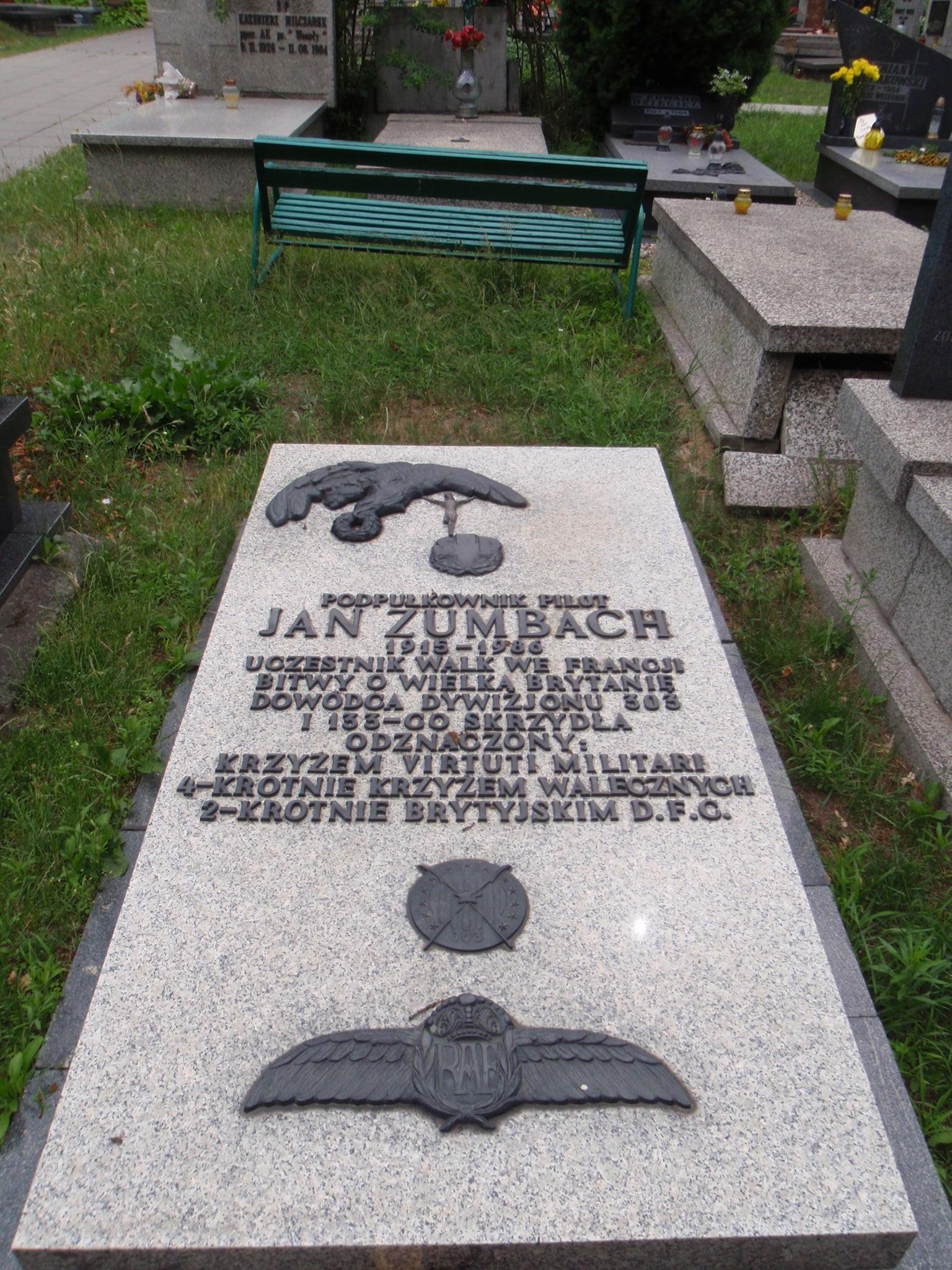
Grób Jana Zumbacha na Cmentarzu Wojskowym na Powązkach w Warszawie

Jan Zumbach, ps. „Kaczor Donald”, „Johan” (ur. 14 kwietnia 1915 w Ursynowie, zm. 3 stycznia 1986 w Paryżu) – podpułkownik dyplomowany pilot Wojska Polskiego, podpułkownik (ang. Wing Commander) Królewskich Sił Powietrznych, as myśliwski Polskich Sił Powietrznych na obczyźnie, kawaler Krzyża Srebrnego Orderu Wojennego Virtuti Militari, najemnik.

## Dzieciństwo, młodość, kariera wojskowa i wybuch wojny
Jan Eugeniusz Ludwik Zumbach był wnukiem szwajcarskiego emigranta i synem Eugeniusza, który posiadał podwójne obywatelstwo: polskie i szwajcarskie. Sam także posiadał obywatelstwo szwajcarskie. W latach 1922–1935 mieszkał w Bobrowie k. Brodnicy (w II Rzeczypospolitej woj. pomorskie), gdzie jego ojciec uzyskał pohakatowski majątek ziemski. Matka Jana, Alina Gorzechowska, pochodziła z okolic Płocka, ze starej rodziny ziemiańskiej. W 1935 roku ukończył Gimnazjum Polskie im. Marszałka Stanisława Małachowskiego w Płocku. W 1936 Jan Zumbach wstąpił na ochotnika do lotnictwa i służby wojskowej, dokonując oszustwa, gdyż do wojska wstąpić mogły jedynie osoby posiadające polskie obywatelstwo. Jako dowód tożsamości przedstawił dokument, który nie podawał jego obywatelstwa. W 1938 ukończył Szkołę Podchorążych Lotnictwa w Dęblinie (XI promocja, 52 lokata), został promowany na podporucznika pilota. Przed II wojną światową służył w 111 eskadrze myśliwskiej. Na skutek zderzenia z samochodem, który rozstawiał oświetlenie do nocnych lotów, przy lądowaniu w maju 1939, trafił do szpitala, a następnie przeszedł rehabilitację. Po wybuchu wojny nie udało mu się odnaleźć swojej jednostki i 17 września przedostał się z Polski do Rumunii. Następnie przez Bejrut dotarł drogą morską do Francji.

## Służba w Polskich Siłach Powietrznych na obczyźnie

### Kampania francuska
Po przybyciu do Francji, tak jak pozostali polscy lotnicy, został skierowany do Centrum Wyszkolenia Lotnictwa Polskiego w bazie Lyon-Bron. 13 maja 1940 został przydzielony do I Klucza Kominowego (Kr) dowodzonego przez majora Krasnodębskiego. Klucz ten został włączony do francuskiego dywizjonu GCD I/55, chroniącego lotniska w Châteaudun, następnie Étampes. Do spotkań z nieprzyjacielem dochodziło jednak rzadko i Zumbach nie odniósł tam sukcesów bojowych. Pod koniec kampanii francuskiej Zumbach został przydzielony do klucza dowodzonego przez Franciszka Skibę. 16 czerwca ewakuowany do Bordeaux, a następnie 21 czerwca – do Wielkiej Brytanii (na statku „Kmicic”).

### Bitwa o Anglię
W Wielkiej Brytanii Jan Zumbach został 2 sierpnia 1940 przydzielony do polskiego dywizjonu myśliwskiego 303, stacjonującego na lotnisku Northolt i latającego na myśliwcach Hawker Hurricane Mk I. Dywizjon ten wszedł do akcji w końcowej, trzeciej fazie bitwy o Anglię. Pierwsze zwycięstwo Zumbach odniósł 7 września 1940, zestrzeliwując dwa bombowce Dornier Do 17. W toku bitwy o Anglię do 27 września zestrzelił ponadto 5 myśliwców Bf 109 i bombowiec He 111 oraz 1 Bf 109 prawdopodobnie.

## Dalsze losy podczas II wojny światowej
23 grudnia 1940 Jan Zumbach został odznaczony Krzyżem Srebrnym Virtuti Militari, a 1 lutego 1941  po raz pierwszy Krzyżem Walecznych. 9 maja 1941 lądował awaryjnie na skutek zestrzelenia. W 1941 zestrzelił dwa Bf 109 i jeden prawdopodobnie. 20 października otrzymał brytyjskie odznaczenie Distinguished Flying Cross (DFC). Po odpoczynku od służby bojowej między grudniem 1941  a marcem 1942, kiedy służył w jednostce treningowej, powrócił do Dywizjonu 303 ze stopniem kapitana, obejmując w nim dowództwo jednej z eskadr. 17 maja 1942 został wyznaczony dowódcą dywizjonu 303 – funkcję tę sprawował do grudnia 1942. Podczas operacji nad kontynentem w 1942 zestrzelił myśliwiec Fw 190 i dwa prawdopodobnie oraz zespołowo dwa bombowce niemieckie. W styczniu 1943 otrzymał stopień Wing Commandera, czyli podpułkownika.
15 kwietnia 1943 został dowódcą 3 Polskiego Skrzydła Myśliwskiego. W tym okresie ukończył Wyższą Szkołę Lotniczą. 1 września 1943 otrzymał brytyjski stopień Squadron Leader. Od 4 sierpnia 1944 do 30 stycznia 1945 dowodził 133 Polskim Skrzydłem Myśliwskim. 30 stycznia 1945 przeniesiono go do 84. Grupy Myśliwskiej. 7 kwietnia 1945 został wzięty do krótkotrwałej niewoli, z której powrócił 12 maja 1945. W październiku 1946 wystąpił ze służby wojskowej i zamieszkał w Szwajcarii.

### Bilans i odznaczenia
Podczas II wojny światowej zestrzelił, według oficjalnych danych, 13 samolotów na pewno i 5 prawdopodobnie. Oprócz Krzyża Srebrnego Orderu Virtuti Militari nr 8825 został odznaczony czterokrotnie Krzyżem Walecznych, dwukrotnie Medalem Lotniczym, Polowym Znakiem Pilota nr 431 i dwukrotnie brytyjskim Zaszczytnym Krzyżem Lotniczym (DFC with Bar). Otrzymał ponadto pamiątkową Gwiazdę 1939-1945, Medal za Wojnę 1939-1945 oraz Medal Obrony.

## Okres powojenny
Po II wojnie światowej Zumbach pędził żywot awanturnika. Zajmował się przemytem, był współwłaścicielem firmy lotniczo-taksówkarskiej, która prowadziła działalność przemytniczą, a następnie – posługując się pseudonimem Johnny „Kamikaze” Brown – walczył jako najemnik w Afryce.
W 1962 przyjął ofertę utworzenia lotnictwa Katangi i dowodzenia nim. Zorganizował zakup Douglasów A-26 Invaderów, które stały się trzonem lotnictwa Katangi, zwerbował pilotów i mechaników. Lotnictwo Katangi pod jego dowództwem bombardowało siły rządowe Konga, oraz miejscowości im sprzyjające. Pod koniec roku siły lotnicze kontyngentu szwedzkiego ONZ, wyposażone w myśliwce Saab J29 Tunnan, zniszczyły większość lotnictwa Katangi. Po upadku secesji Zumbach uciekł z polskimi pilotami do Angoli.
W 1967 powrócił do Afryki, tym razem w związku z propozycją dowodzenia lotnictwem Biafry. Oprócz faktycznego dowodzenia Zumbach brał osobiście udział w nalotach nielicznych bombowców biafryjskich na rządowe pozycje nigeryjskie. Między innymi latając bombowcem A-26 Invader uszkodził on flagową nigeryjską fregatę NNS „Nigeria”. Podczas nalotu na lotnisko w Makurdi zabił szefa sztabu armii nigeryjskiej. Również ta secesja, tak jak Katangi, zakończyła się klęską, co w sporej mierze spowodowane było nadużyciami pośredników w zakupie broni i sprzętu wojskowego.
Jan Zumbach zmarł w niewyjaśnionych okolicznościach 3 stycznia 1986 we Francji, został pochowany w Polsce na Cmentarzu Wojskowym na Powązkach w Warszawie (kwatera D 4 rz. 3 m. 2). Władze francuskie zamknęły śledztwo w sprawie jego śmierci bez podania powodów.

## Muzeum 303 im. ppłk pil. Jana Zumbacha w Napoleonie
1 września 2018 w 100. rocznicę odzyskania przez Polskę Niepodległości oraz w 100-lecie lotnictwa polskiego lotnictwa wojskowego w miejscowości Napoleon nastąpiło oficjalne otwarcie Muzeum 303, którego patronem został Jan Zumbach. Założycielem tej unikatowej na skalę krajową placówki, prezentującej oryginalne zabytki techniki lotniczej oraz pamiątki związane z polskim lotnictwem wojskowym jest Tomasz Kajkowski,  były żołnierz zawodowy 1 Pułku Specjalnego Komandosów z Lublińca. Pracami muzeum kieruje Stowarzyszenie Muzeum 303, które zostało powołane spośród uczestników zebrania założycielskiego w dniu 27 października 2018. W swoich założeniach realizuje misje upowszechniania wśród młodzieży szkolnej i osób dorosłych historii polskich pilotów walczących w Wielkiej Brytanii, a przede wszystkim Dywizjonu 303. Ekspozycję stałą stanowią oryginalne pamiątki po wszystkich formacjach lotniczych walczących w I i II wojnie światowej.

## Twórczość
- Zumbach Jan, Ostatnia walka: Moje życie jako lotnika, przemytnika i poszukiwacza przygód, Oficyna Wydawnicza Echo, Espadon Publishing Sp. z o.o., Warszawa, 2007, s. 299, ISBN 978-83-60786-16-1.